# 1990 en photographie
| Années de la photographie : 1987 - 1988 - 1989 - 1990 - 1991 - 1992 - 1993    |
| Décennies de la photographie : 1960 - 1970 - 1980 - 1990 - 2000 - 2010 - 2020 |

Cet article présente les faits marquants de l'année 1990 en photographie.

## Événements
- avril : ouverture du Musée de la photographie Ken Damy à Brescia en Italie.
- juin : ouverture dans un bâtiment provisoire du Musée métropolitain de la photographie de Tokyo au Japon.
- La firme japonaise Nikon commercialise le Nikon F-601, un appareil photographique reflex mono-objectif autofocus argentique, ainsi que sa version simplifiée, le Nikon F-601M.

## Photographies notables
- 14 février : Un point bleu pâle, photographie de la planète Terre, prise par la sonde Voyager 1 à une distance de 40,47 unités astronomiques, soit plus de six milliards de kilomètres ; elle a été baptisée d'après le titre de Pale Blue Dot, un livre inspiré par cette photo, écrit en 1994 par Carl Sagan.
- Thomas Struth, photographies en couleur de sa série Museum Photographs :
  - Art Institute of Chicago II, Chicago (en) ; prise à l'Art Institute of Chicago, elle représente des visiteurs du musée devant le tableau de Gustave Caillebotte, Rue de Paris, temps de pluie[1].
  - Pantheon, Rome (en) : elle représente un groupe de visiteurs à l'intérieur du Panthéon de Rome sous la coupole[2].

## Livres de photographie
- Antoine Agoudjian (préf. Alberto Moravia), Le Feu sous la glace : Arménie 1989-1990 photographies, Parenthèses Éditions, coll. « Photographies », 1990, 123 p. (ISBN 978-2-86364-067-8)
- Françoise Huguier, Sur les traces de l'Afrique fantôme, Paris, Maeght, coll. « Collection Photo-cinéma », 1990, 243 p. (ISBN 2-86941-104-9).
- Marc Riboud, Patrick Zachmann et Roland Laboye, Banlieues, texte de Philippe Sollers, Paris, Denoël, 1990, 109 p.  (ISBN 2-207-23702-8).

## Essais, études, articles
- Odette Joyeux, Niépce, le troisième Œil, Paris, Ramsay (prix Goncourt de la biographie en 1991).
- Rosalind Krauss (trad. Marc Bloch, Jean Kempf, préf. Hubert Damisch), Le Photographique. Pour une théorie des écarts, Paris, Macula, coll. « Histoire et théorie de la photographie », 222 p. (ISBN 2-86589-027-9).

## Films sur la photographie
- Raymond Depardon, Contacts, court métrage documentaire où Depardon, à travers les planches contacts de son reportage dans l'asile psychiatrique de San Clemente, s'interroge sur son travail de photographe.

## Expositions
- 4 février - 22 avril : Photographie Bauhaus / La Photographie au Bauhaus, Bauhaus-Archiv, Berlin

l'exposition est ensuite présentée à la Kunshalle de Tübingen, au  Museum für Kunst und Gewerbe de Hambourg, à la Stiftung fur konstruktive und konkrete Kunst de Zurich, et au Palais de Tokyo à Paris.
- 13 février - 29 avril : Un photographe victorien : Lady Hawarden 1822-1865, Musée d'Orsay, Paris[3],[4].
- 3 mars - 6 mai : Josef Sudek : poet of Prague, Philadelphia Museum of Art, Alfred Stieglitz Center, Philadelphie[5]

puis 20 octobre 30 décembre 1990 : North Carolina Museum of Art, Raleigh ; 7 mars - 3 mai 1992 : Toledo Museum of Art, Toledo (Ohio) ; 12 septembre - 6 décembre 1992 : High Museum of Art, Atlanta.
- 17 octobre - 24 novembre : 50 ans de photographie de presse : archives photographiques de "Paris-Soir", "Match", "France-Soir", Bibliothèque historique de la ville de Paris[6].

- 8 novembre - 9 décembre : Objectif Cipango : photographies anciennes du Japon, Bibliothèque nationale, Paris.

- 15 novembre - 4 février 1991 : La photographie japonaise de l'entre-deux-guerres : du pictorialisme au modernisme, Palais de Tokyo, Paris[7].
- 25 novembre - 20 janvier 1991 : John Coplans : self portrait, hand-foot, Musée Boijmans Van Beuningen, Rotterdam.
- 5 décembre - 8 avril 1991 : Fotografi a Pompei nell'800 : dalle collezioni del Museo Alinari, Casina dell'Aquila, Pompei.
- 11 décembre - 3 février 1991 : Françoise Huguier. Sur les traces de l'Afrique fantôme, Musée de l'Élysée, Lausanne.

- Nous, touaregs du Mali, photographies de Raymond Depardon, Musée de l'Élysée, Lausanne.

- Willy Ronis. Rétrospective, Musée de l'Élysée, Lausanne.
- Cent ans de Man Ray — Hommage, Musée de l'Élysée, Lausanne.
- A fotografia actual em França, commissaires d'exposition Jean-Claude Lemagny et Gilles Mora, Fondation Calouste-Gulbenkian, Lisbonne.
- Les trésors du musée Niépce, Palais de Tokyo, Paris[8].
- Legacy in light : photographic treasures from Philadelphia area public collections, Philadelphia Museum of Art, Philadelphie.

## Festivals et congrès photographiques
- mai : congrès de la Fédération photographique de France à Troyes
- 6 juillet - 15 août : 21es Rencontres de la photographie d'Arles Histoire/Histoires[9],[10].
- 2e édition du festival Visa pour l'image à Perpignan en France[11].
- novembre : 6e Mois de la photo, Paris[12].

## Prix et récompenses
- Grand Prix national de la photographie : Helmut Newton.
- Prix Niépce : Hugues de Wurstemberger.
- Prix Nadar : Jean Mounicq et Marc Augé, Paris retraversé, Imprimerie nationale, 1988 (ISBN 2-7433-0267-4).
- Grand prix Paris Match du photojournalisme : Jane Evelyn Atwood pour son reportage sur une prison de femmes à Perm en URSS.
- Prix Kodak de la critique photographique : 1er prix : Thierry Urbain ; mention : Thibaut Cuisset.
- Prix Oskar-Barnack : Raphaël Gaillarde.
- Prix Erich-Salomon : Cristina García Rodero.
- Prix culturel de la Société allemande de photographie : Cornell Capa, Sue Davies et Anna Fárová
- Prix du duc et de la duchesse d'York : Pamela Harris.
- Prix Robert Capa Gold Medal : Bruce Haley (en), de l'agence Black Star, reportage pour le magazine U.S. News & World Report sur la guerre civile en Birmanie[13].
- Prix Pulitzer : 
  - Prix Pulitzer de la photographie d'article de fond : David Turnley de l'agence Black Star, pour ses reportages dans le Detroit Free Press sur le chute des régimes communistes en Europe.
  - Pulitzer Prize for Spot News Photography : l'équipe photo du Oakland Tribune, Californie, pour leurs photographies des dégâts causés par le séisme d'octobre 1989 à Loma Prieta.
- Prix Ansel-Adams : Edward Schell.
- Prix W. Eugene Smith : Carl De Keyzer.
- Infinity Awards
  - Prix pour l'œuvre d'une vie : Gordon Parks.
  - Prix de la publication Infinity Award : Sarah Greenough (dir.), On the art of fixing a shadow : one hundred and fifty years of photography (catalogue d'exposition, National Gallery of Art, Art Institute of Chicago, Los Angeles County Museum of Art), Boston, Bulfinch Press, 1989.
  - Infinity Award du photojournalisme : Jacques Langevin.
  - Infinity Award for Art : Chuck Close.
  - Prix de la photographie appliquée : Annie Leibovitz.
- Prix Higashikawa : photographe étranger : Graciela Iturbide ; photographe japonais : Osamu Murai ; photographe espoir : Tokihiro Satō ; prix spécial: Kazumi Kurigami.
- Prix Kimura Ihei : Michiko Kon.
- Prix Ken-Domon : Manabu Miyazaki.
- Prix de la Société de photographie de Tokyo : Seiichi Furuya, Takuma Nakahira et Nobuyoshi Araki.
- World Press Photo de l'année : Charlie Cole pour sa photographie de l'Homme de Tian'anmen[14].
- Prix international de la Fondation Hasselblad : William Klein.
- Création du Prix national vénézuélien de la photographie. Premier lauréat : José Sigala.

## Naissances
- mars : Laurence Rasti, photographe suisse.
- 8 mai : Acacia Johnson, photographe et écrivaine américaine, lauréate en 2021 de la Bourse Canon de la femme photojournaliste.

- Date précise inconnue ou non renseignée :
  - Mohammed Badra, photojournaliste syrien.
  - Lebohang Kganye, artiste et photographe sud-africaine.
  - Camille Farrah Lenain, photographe franco-algérienne.
  - Aurélien Meimaris, photographe français.
  - Thandiwe Muriu, photographe kényane.
  - Adeline Rapon, photographe et influenceuse française.

## Décès
- 4 janvier : Harold Edgerton, photographe américain, spécialiste de la photographie réalisée avec un stroboscope, né le 6 avril 1903.
- 5 janvier : Jaroslav Rössler, photographe tchèque, né le 25 mai 1902.
- 9 janvier : Rosemarie Clausen, photographe allemande, née le 5 mars 1907.
- 21 janvier : Trude Fleischmann, photographe autrichienne naturalisée américaine, née le 22 décembre 1895.
- 15 février : Norman Parkinson, photographe de mode britannique, né le 10 juin 1912.
- 19 février : 
  - Ernest Cole, photographe sud-africain, né le 21 mars 1940.
  - Dan Er. Grigorescu, photographe et éditeur roumain, actif en Roumanie et en France, né le 22 novembre 1917.
- 11 mars : Alfonso Sánchez Portela, photographe espagnol, né le 16 novembre 1902.
- 7 avril : Anatoli Garanine, photographe et photojournaliste russe, né le 21 avril 1912.
- 6 mai : Lotte Jacobi, photographe américaine d'origine allemande, né le 17 août 1896.
- 6 juin : Mario Atzinger, photographe autrichien, photographe officiel du Festival d'Avignon, né le 8 mars 1908.
- 30 juillet : Gunnar Larsen, journaliste et photographe de mode danois, né le 5 novembre 1930.
- 12 août : Daniel Boudinet, photographe français, né le 20 février 1945.
- 15 septembre : Ken Domon, photographe japonais, né le 25 octobre 1909.
- 2 novembre : Eliot Porter, photographe américain, pionnier de la photographie couleur, connu pour ses photographies de paysage et ses photographies intimes de la nature, notamment d'oiseaux, né le 6 novembre 1901.
- 5 novembre : Shunkichi Kikuchi, photographe japonais, né le 1er mai 1916.
- 24 novembre : Marion Post Wolcott, photographe américaine, née le 7 juin 1910.
- 18 décembre : Tadahiko Hayashi, photographe japonais, né le 5 mars 1918.
- 21 décembre : Hélène Hoppenot, diariste et photographe française, née le 25 juillet 1894.
- 28 décembre : Ed van der Elsken, photographe néerlandais, né le 10 mars 1905.

- Date précise inconnue ou non renseignée :
  - José Medeiros, photographe brésilien, né en 1921.
  - Voúla Papaïoánnou, photographe humaniste grecque, née en 1898.

## Célébrations
Centenaire de naissance
- Toragorō Ariga
- Anton Giulio Bragaglia
- Nora Dumas
- Attilio Prevost,
- Man Ray
- Franz Roh
- Paul Strand

Centenaire de décès
- Ernest-Charles Appert
- Hugues Bidoit
- Édouard Buguet
- Carl Durheim
- Paolo Lombardi
- Stanisław Julian Ostroróg
- Marcus Thrane
- Jean Nicolas Truchelut

Bicentenaire de naissance
- John Cay (en)